# Furore (album)
Furore è il secondo album in studio di Adriano Celentano pubblicato dalla Jolly nel 1960.

## Storia
Al di là dell'incertezza sulle date (con confusione tra edizione e registrazione), l'album venne pubblicato poco prima della partenza di Celentano per il servizio militare. Come già avvenuto con il primo album, anche questo contiene diversi brani già presentati su 45 giri e tutte le canzoni sono arrangiate dal maestro Giulio Libano, che dirige la sua orchestra.
Contiene dei rock and roll fatta eccezione per i lenti Nessuno crederà e A cosa serve soffrire, e la traccia Furore, che dà il titolo all'album e che si avvicina a sonorità jazz.
Dopo le ristampe in serie economiche e l'edizione su CD della Mercury Records (catalogo 526 886-2, 1995) allegato alla rivista Raro!, nel 2011 l'album originale è stato ripubblicato dalla Jolly in edizione limitata su CD e su LP in vinile colorato da 180 grammi (catalogo 8 00488 3 21518 8). A entrambi i supporti (rispettivamente come bonus tracks e come singolo 7") sono stati aggiunti gli stessi due brani già allegati al precedente Adriano Celentano con Giulio Libano e la sua orchestra.
L'album non viene considerato parte della discografia ufficiale pubblicata sul sito web clancelentano.it.

## Copertina
La copertina originale raffigura Celentano accovacciato, vestito con un paio di jeans e una maglietta.

## I brani
- Impazzivo per te
Primo testo di Miki Del Prete per Celentano, è la canzone più celebre del disco e già un successo con il singolo pubblicato pochi mesi prima.
- Serafino campanaro e Hei Stella
Unici inediti. In seguito, quando l'artista lascerà la Jolly, diventeranno l'unico singolo estratto, anche se con una esecuzione diversa.[2]
- Hei Stella
Cover del brano nel singolo 24 ore/Ehi! Stella, pubblicato nel 1959 da I Due Corsari (il duo Gaber-Jannacci).
- Pitagora
Il testo di Luciano Beretta tratta l'inconsueto (per Celentano) argomento della scuola.
- Furore
Il brano fu utilizzato per i titoli di testa del film La ragazza che sapeva troppo di Mario Bava (1963).

## Tracce
L'anno indicato è quello di pubblicazione del singolo.

Durate dei brani riportate dalla copertina di LPJ 5017.
1960 e 2011 - LP originale, 1995 e 2011 - CD
Lato A
1. Impazzivo per te – 2:10 (testo: Miki Del Prete – musica: Adriano Celentano, Ezio Leoni) – 1960
2. A cosa serve soffrire – 2:10 (testo: Gian Carlo Testoni – musica: Adriano Celentano, Ezio Leoni) – 1960
3. Giarrettiera rossa – 2:30 (testo: Franco Migliacci – musica: Berto Pisano) – 1960
4. Serafino campanaro – 2:10 (testo: Nisa – musica: Mansueto De Ponti) – 1960
5. Hei stella – 2:20 (testo: Giorgio Calabrese – musica: Gian Franco Reverberi) – 1960
6. Nessuno crederà – 2:20 (testo: Gian Carlo Testoni – musica: Gino Mazzocchi) – 1960

Lato B
1. Pitagora – 1:45 (testo: Luciano Beretta – musica: Piero Soffici) – 1960
2. Rock matto – 1:45 (testo: Piero Vivarelli, Lucio Fulci – musica: Giulio Libano) – 1960
3. Furore – 2:10 (testo: Piero Vivarelli – musica: Adricel, Ezio Leoni) – 1960
4. Che dritta! – 2:10 (testo: Mauro Coppo – musica: Giulio Libano) – 1960
5. Movimento di rock – 2:10 (testo: Alessandro Colombini – musica: Bruno De Filippi) – 1960
6. I ragazzi del juke-box – 1:15 (testo: Enzo Bonagura, Ugo Pirro – musica: Eros Sciorilli) – 1960

## Cover
- Serafino campanaro interpretata da Mina, pubblicata nel 1960 su singolo, EP e nell'album Il cielo in una stanza.